# World Youth Games
World Youth Games i 1998 var den første internationale multi-sports begivenhed af sin art. Mere end 7.500 unge atleter, der repræsenterer 140 lande fra hele verden deltog. Da arrangementet var sponsoreret af IOC gik de under navnet det første OL for unge. Konkurrencerne blev afholdt i Moskva, Rusland mellem 11. og 19. juli 1998.